# Kommunalråd
Kommunalråd (i några av Hallands läns kommuner benämnt kommunråd; i Stockholm benämnt borgarråd) är en förtroendepost och en titel i norska och svenska kommuner. Till skillnad från de flesta kommunpolitiker är kommunalråd hel- eller deltidsarvoderade av kommunen.
Kommunalråden har politiska uppdrag i kommunstyrelsen och ibland i andra nämnder. Majoriteten av kommunalråden är oftast ordförande i kommunstyrelsen och ibland i andra nämnder och de är normalt heltidsanställda, men många är också deltidsanställda som kommunalråd.
I Finland är kommunalråd (finska: kunnallisneuvos) en hederstitel som av republikens president kan tilldelas personer som gjort sig bemärkta inom det kommunala livet.

## Historik
Ämbetet började införas under 1960-talet i många städer och enstaka landskommuner, särskilt i större städer. I mindre städer kunde man i stället ha en heltidsanställd drätselkammarordförande. I Malmö stad infördes kommunalråd 1 januari 1961 och 1966 var de sex till antalet som ansvarade för olika avdelningar inom kommunförvaltningen. Efter kommunreformen 1971, då enhetlig kommuntyp infördes och kommunerna blev större genom sammanslagningar, blev kommunalråd allt vanligare. 
Den första norska kommunen att inrätta kommunalråd var Oslo 1972.

## Antalet kommunalråd
De flesta små kommuner har ett eller två kommunalråd. Det andra kommunalrådet representerar då normalt oppositionen och benämns ibland "oppositionsråd".
I medelstora och stora kommuner kan flera kommunalråd (utöver kommunstyrelsens ordförande och oppositionsrådet) finnas. De flesta eller alla av dessa väljs ur fullmäktiges majoritet och har ansvar för något delområde i kommunens förvaltning. I vissa kommuner har det under någon mandatperiod förekommit över 12 personer i olika tjänstgöringsgrad som antingen kommunalråd eller oppositionsråd. Mandatperioden 2014-2018 gällde det Linköping som då hade 13 kommunalråd och mandatperioden dessförinnan hade Örebro 13 kommunalråd. I Huddinge fanns 14 kommunalråd och oppositionsråd under mandatperioden 2018-2022.
Förr kunde även oppositionen tilldelas kommunalrådsposter med rotelansvar enligt ett system liknande vad som då gällde för borgarråden i Stockholm. Så var till exempel fallet för Malmös kommunalråd sedan 1961. År 1977 infördes dock det nuvarande systemet, där den styrande majoriteten tilldelas samtliga kommunalrådsposter med rotelansvar, medan minoriteten får oppositionsrådsposter.

## Finanskommunalråd
I större kommuner finns det kommunalråd för varje delområde kommunens förvaltning är uppdelad i. Kommunstyrelsens ordförande kallas ofta i dessa fall för finanskommunalråd. 
Finns det fler kommunalråd utöver det kommunalråd som är kommunstyrelsens ordförande är de vanligen ordförande i andra nämnder eller leder andra avdelningar av den kommunala nämndorganisationen.

## Andra beteckningar
Beteckningen kommunalråd används sedan 1971 års kommunreform i kommunallagen och är tänkt att vara en titel som skall användas generellt i alla kommuner. I Stockholms kommun kallas kommunalråden borgarråd, vilket specifikt tillåts i kommunallagen. I några av kommunerna i Hallands län kallas kommunalråden kommunråd.
Före 1971 användes olika titlar i olika kommuner, som motsvarade det som idag är kommunalråd. Stockholmstiteln borgarråd har använts sedan 1920-talet.
I Helsingborgs stad kallades det som motsvarar moderna kommunalråd för kollegieråd under åren 1957–1971. Benämningen kollegieråd har sitt ursprung i att kommunens högsta verkställande organ i Helsingborg och i vissa andra städer benämndes stadskollegium, medan drätselkammaren i dessa städer fungerade som finansförvaltningens organ och inte som högsta verkställande organ. Idag benämns kommunens högsta verkställande organ kommunstyrelse.
I Göteborgs stad motsvarades kommunalråden av stadssekreterare fram till år 1966. Numera används titeln stadssekreterare för politiskt tillsatta tjänstemän i Göteborg.
Vissa svenska kommuner har återinfört titeln borgmästare, men den avser inte alltid ett kommunalråd, se mer om det i artikeln borgmästare i Sverige.